# Papenhusen
Papenhusen este o comună din landul Mecklenburg-Pomerania Inferioară, Germania.